# Mistrzostwa Polski w Kajakarstwie 2014
76. Mistrzostwa Polski seniorów w kajakarstwie – odbyły się w Poznaniu w dniach 30 maja – 1 czerwca 2014. 
Mistrzostwa rozgrywane były na Torze Regatowym "Malta".

## Medaliści

### Mężczyźni

#### Kanadyjki
| Konkurencja         | Złoto                                                                            | Czas      | Srebro                                                                          | Czas      | Brąz                                                                             | Czas      |
| C-1 200 m           | Andrzej Jezierski (KS Posnania)                                                  | 40.641    | Michał Łubniewski (KS Stomil Poznań)                                            | 40.913    | Tomasz Barniak (KS Spójnia Warszawa)                                             | 41.257    |
| C-1 500 m           | Michał Kudła (KS Posnania)                                                       | 1:48.269  | Tomasz Kaczor (KS Warta Poznań)                                                 | 1:49.665  | Marcin Grzybowski (KS Posnania)                                                  | 1:49.873  |
| C-1 1000 m          | Michał Kudła (KS Posnania)                                                       | 3:52.950  | Tomasz Kaczor (KS Warta Poznań)                                                 | 3:53.194  | Piotr Kuleta (AZS KU Politechnika Opolska)                                       | 3:55.506  |
| C-1 5000 m          | Marcin Grzybowski (KS Posnania)                                                  | 22:39.573 | Michał Kudła (KS Posnania)                                                      | 22:55.585 | Bartosz Dubiak (Warta Poznań)                                                    | 23:09.073 |
| C-1 4 × 200 m relay | KS Posnania Poznań Andrzej Jezierski Marcin Grzybowski Mariusz Kruk Michał Kudła | 3:00.037  | Stomil Poznań Michał Łubniewski Patryk Sokół Vincent Słomiński Patryk Glanowski | 3:01.565  | AZS AWF Poznań Mariusz Ruczyński Daniel Pośpiech Grzegorz Szpynda Jacek Kamiński | 3:03.373  |
| C-2 200 m           | Mariusz Ruczyński Daniel Pośpiech (AZS AWF Poznań)                               | 38.281    | Andrzej Jezierski Mariusz Kruk (KS Posnania)                                    | 39.201    | Łukasz Nowak Tomasz Pośpiech (AZS-AWF Poznań)                                    | 39.909    |
| C-2 500 m           | Mateusz Kamiński Tomasz Barniak (OKSW Olsztyn)                                   | 1:44.059  | Łukasz Wietrak Michał Łubniewski (KS Stomil Poznań)                             | 1:44.219  | Joshua Drojetzki Lawrence Drojetzki (AZS-AWF Gorzów Wlkp.)                       | 1:45.479  |
| C-2 1000 m          | Mateusz Kamiński Tomasz Barniak (OKSW Olsztyn)                                   | 3:41.619  | Marcin Grzybowski Mariusz Kruk (KS Posnania)                                    | 3:42.883  | Patryk Sokół Michał Łubniewski (Stomil Poznań)                                   | 3:46.927  |
| C-4 1000 m          | KS Posnania Mariusz Kruk Marcin Grzybowski Michał Kudła Szymon Kosteński         | 3:30.702  | KS AZS AWF Poznań Patryk Gluza Jacek Kamiński Łukasz Nowak Daniel Pośpiech      | 3:32.162  | KS Stomil Poznań Michał Łubniewski Łukasz Wietrak Patryk Sokół Patryk Glanowski  | 3:33.122  |

#### Kajaki
| Konkurencja         | Złoto                                                                                  | Czas      | Srebro                                                                                    | Czas      | Brąz                                                                                            | Czas      |
| K-1 200 m           | Denis Ambroziak (Kayak Sport Club Olsztyn)                                             | 35.455    | Bartosz Jonkisz (Kayak Sport Club Olsztyn)                                                | 35.711    | Sebastian Szypuła (WKS Zawisza Bydgoszcz)                                                       | 35.903    |
| K-1 500 m           | Rafał Rosolski (Dojlidy Białystok)                                                     | 1:39.473  | Martin Brzeziński (WKS Zawisza Bydgoszcz)                                                 | 1:40.245  | Bartosz Stabno (KS Posnania)                                                                    | 1:40.569  |
| K-1 1000 m          | Rafał Rosolski (Dojlidy Białystok)                                                     | 3:31.665  | Paweł Szandrach (WKS Zawisza Bydgoszcz)                                                   | 3:31.857  | Rafał Maroń (WKS Zawisza Bydgoszcz)                                                             | 3:34.717  |
| K-1 5000 m          | Bartosz Stabno (KS Posnania)                                                           | 20:42.205 | Paweł Florczak (Doljlidy Białystok)                                                       | 20:48.865 | Arkadiusz Krajewski (KS Admira Gorzów Wlkp.)                                                    | 21:17.537 |
| K-1 4 × 200 m relay | WKS Zawisza Bydgoszcz Piotr Siemionowski Sebastian Szypuła Piotr Mazur Paweł Szandrach | 2:34.627  | AZS AWF Gorzów Wlkp. Marcin Nickowski Dorian Kliczkowski Bartosz Jonkisz Wojciech Załuski | 2:40.575  | Kayak Sport Club Olsztyn Denis Ambroziak Krzysztof Wroniewicz Tomasz Mendelski Dustin Łuniewski | 2:42.191  |
| K-2 200 m           | Denis Ambroziak Krzysztof Wroniewicz (Kayak Sport Club Olsztyn)                        | 33.938    | Grzegorz Bierzało Michał Chwaja (KKW Kraków)                                              | 34.374    | Dorian Kliczkowski Marcin Nickowski (AZS-AWF Gorzów Wlkp.)                                      | 34.586    |
| K-2 500 m           | Paweł Szandrach Mariusz Kujawski (WKS Zawisza Bydgoszcz)                               | 1:28.613  | Dorian Kliczkowski Marcin Nickowski (AZS-AWF Gorzów Wlkp.)                                | 1:32.901  | Kamil Pajor Krzysztof Zonakowski (AZS-AWF Gorzów Wlkp.)                                         | 1:33.705  |
| K-2 1000 m          | Paweł Florczak Rafał Rosolski (Dojlidy Białystok)                                      | 3:23.867  | Wojciech Załuski Marcin Nickowski (AZS AWF Gorzów Wlkp.)                                  | 3:25.259  | Andrzej Gryczko Arkadiusz Krajewski (KS Admira Gorzów Wlkp.)                                    | 3:27.051  |
| K-4 1000 m          | WKS Zawisza Bydgoszcz Rafał Maroń Paweł Szandrach Mariusz Kujawski Martin Brzeziński   | 3:02.177  | KS Posnania Poznań Bartosz Stabno Norbert Błaszczak Adam Wachowiak Mateusz Augustyniak    | 3:06.941  | AZS AWF Gorzów Wlkp. Dorian Kliczkowski Marcin Nickowski Wojciech Załuski Adam Bilewicz         | 3:08.973  |

### Kobiety

#### Kajaki
| Konkurencja         | Złoto                                                                                | Czas      | Srebro                                                                               | Czas      | Brąz                                                                              | Czas      |
| K-1 200 m           | Marta Walczykiewicz (KTW Kalisz)                                                     | 40.925    | Karolina Naja (AZS-AWF Gorzów Wlkp.)                                                 | 41.029    | Ewelina Wojnarowska (KS Warta Poznań)                                             | 42.345    |
| K-1 500 m           | Beata Mikołajczyk (UKS Kopernik Bydgoszcz)                                           | 1:48.978  | Karolina Naja (AZS-AWF Gorzów Wlkp.)                                                 | 1:49.182  | Ewelina Wojnarowska (KS Warta Poznań)                                             | 1:50.266  |
| K-1 1000 m          | Beata Mikołajczyk (UKS Kopernik Bydgoszcz)                                           | 3:57.154  | Edyta Dzieniszewska (AKS Sparta Augustów)                                            | 3:58.406  | Ewelina Wojnarowska (KS Warta Poznań)                                             | 3:59.142  |
| K-1 5000 m          | Anna Włosik (KKW Kraków)                                                             | 23:31.592 | Paulina Wiewióra (AZS AWF Gorzów Wlkp.)                                              | 23:41.248 | Aleksandra Dubiak (Warta Poznań)                                                  | 24:18.076 |
| K-1 4 × 200 m relay | AZS-AWF Gorzów Wlkp. Karolina Naja Paulina Wiewióra Klaudia Kujawa Klaudia Szewczyk  | 3:05.779  | WKS Zawisza Bydgoszcz Dominika Napolska Sara Jasińska Joanna Bruska Aleksandra Górna | 3:10.403  | Warta Poznań Aleksandra Dubiak Ewelina Wojnarowska Emilia Cywińska Monika Osetek  | 3:11.227  |
| K-2 200 m           | Magdalena Krukowska Sandra Skowrońska (Dojlidy Białystok)                            | 39.769    | Klaudia Szewczyk Paulina Wiewióra (AZS-AWF Gorzów Wlkp.)                             | 40.493    | Joanna Bruska Aleksandra Górna (WKS Zawisza Bydgoszcz)                            | 40.993    |
| K-2 500 m           | Karolina Naja Paulina Wiewióra (AZS-AWF Gorzów Wlkp.)                                | 1:45.319  | Aleksandra Górna Joanna Bruska (WKS Zawisza Bydgoszcz)                               | 1:47.371  | Karolina Pielin Anna Godek (KS Posnania Poznań)                                   | 1:48.507  |
| K-2 1000 m          | Joanna Bruska Aleksandra Górna (WKS Zawisza Bydgoszcz)                               | 3:51.587  | Ewelina Wojnarowska Emilia Cywińska (KS Warta Poznań)                                | 3:52.199  | Karolina Pielin Anna Godek (KS Posnania)                                          | 3:55.427  |
| K-4 500 m           | WKS Zawisza Bydgoszcz Dominika Napolska Sara Jasińska Joanna Bruska Aleksandra Górna | 1:39.428  | AZS-AWF Gorzów Wlkp. Karolina Naja Klaudia Kujawa Paulina Wiewióra Klaudia Szewczyk  | 1:39.644  | KS Warta Poznań Aleksandra Dubiak Ewelina Wojnarowska Paula Nowak Emilia Cywińska | 1:41.416  |

#### Kanadyjki
| Konkurencja | Złoto                                                                    | Czas     | Srebro                                     | Czas     | Brąz                                          | Czas     |
| C-1 200 m   | Dorota Kozakiewicz (UKS Koszałek Opałek Węgorzewo)                       | 51.961   | Magda Stanny (MOSM Tychy)                  | 53.721   | Dorota Borowska (NOSiR Nowy Dwór Mazowiecki)  | 54.221   |
| C-2 500 m   | Dorota Kozakiewicz Katarzyna Kozakiewicz (UKS Koszałek Opałek Węgorzewo) | 2:18.416 | Laura Dworniczok Magda Stanny (MOSM Tychy) | 2:22.924 | Kamila Serwatka Daria Ławniczak (MOS Wrocław) | 2:24.352 |